# Empresas Polar
Empresas Polar é um conglomerado venezuelano que foi fundado em 1941 como um negócio de cervejaria. É a maior e mais conhecida cervejaria da Venezuela, mas há muito tempo se diversificou para uma variedade de indústrias, principalmente relacionadas ao processamento de alimentos e embalagens, cobrindo também mercados no exterior.

## Produtos

### Linha original
A produção de Cerveza Polar, a 5%, começou durante a década de 1940 e, finalmente, a empresa se transformou na maior cervejaria produtora da Venezuela, produzindo também Solera, Solera Heavy, Polar Heavy, Polar Fire e Polar Zilch. O nome vem do urso polar, cuja imagem é impressa nas garrafas de cerveja. Maltin Polar "energia natural e sabor completo", é outro dos seus produtos mais famosos, para Malta, semelhante à cerveja estilo álcool não alcoólica, adequado para todas as idades.

### Cervejas
A empresa produz cinco marcas diferentes de cerveja com ligeiras variações de força e sabor, tais como "Solera" a 6% abv, chamada Velde (verde) devido à sua cor de garrafa, "Polar Pilsen" a 5% abv, chamada Negra (blackie) ou Negrita (little blackie), "Solera Heavy" a 4,3%, chamado Cazul (cazulcita), "Polar Fuego" a 4.5% abv, "Polar Heavy" a 4% abv. Há também uma cerveja não alcoólica chamada "Polar Zilch".
A assinatura da Polar, o produto Pilsen, começou a ser distribuída nos Estados Unidos em 1985, sob a liderança de Carlos Eduardo Stolk, presidente e presidente do Conselho de Empresas da Polar há mais de 30 anos.
O seu produto não alcoólico dirigido ao mercado jovem, o Maltin Polar, é basicamente um tipo de refrigerante chamado Malta, que é semelhante ao ale cervejas com lúpulo, mas com algum aroma de caramelo. Seu sabor é comparável ao de uma cerveja escura e muito doce.

### Outros produtos
A empresa diversificou sua gama de produtos, principalmente adquirindo outras empresas e agora produz também salgadinhos, farinha de milho (base das principais comidas venezuelanas), sorvetes (Helados Efe), refrigerantes e bebidas à base de malte (Cervecería Polar, Refrescos Golden e as garrafas Pepsi-Cola e Diet Pepsi para o mercado venezuelano e norte-andino). A Polar também comprou a fabricante de alimentos Mavesa, que produz maionese, ketchup, margarina e um sabão azul biodegradável (Las Llaves). A empresa também estabeleceu uma joint venture com a fabricante francesa de conhaque Martell, no estado de Lara, para produzir vinhos localmente. O nome da empresa é Bodegas Pomar.
A Polar está atualmente tentando expandir suas fronteiras, exportando alguns de seus produtos para outros países, atualmente alguns produtos da Polar podem ser comprados nos Estados Unidos. Maltin Polar, Cerveza Polar e PAN Harina. Recentemente, o "Maltin Polar" e o "Polar ICE" foram introduzidos no mercado porto-riquenho.

## Subsidiárias
- Cervecería Polar, C.A.
- Alimentos Polar, C.A.
- Pepsi-Cola Venezuela, C.A.

## Crise econômica
Durante a crise econômica na Venezuela em 2016, a produção de cerveja foi suspensa devido à incapacidade da empresa de acessar um suprimento de cevada.